# Aliança Liberal (Dinamarca)
Aliança Liberal (danès Liberal Alliance) és un partit polític danès liberal, fundat el maig de 2007 amb el nom de Ny Alliance (Nova Aliança) i que el 27 d'agost de 2008 el canvià a Aliança Liberal. Fou fundat per Naser Khader i Anders Samuelsen (Det Radikale Venstre) i la conservadora Gitte Seeberg. A les eleccions legislatives daneses de 2007 va obtenir 5 escons.
El 5 de gener de 2009, però, només dos dels diputats encara formen part del nou partit. Es formà per l'oposició al fet que el DRV tingués influència dels socialdemòcrates i que el Partit Popular Conservador tingués influència del Partit Popular Danès. Cap al 2008, però, girà cap a la dreta i el liberalisme clàssic. Proposa reduir impostos (impost de renda taxa fixa), política d'immigració real i integradora, pro UE, energies alternatives i augmentar l'1% del Producte Interior Brut a l'ajuda exterior i fer una mena de pla Marshall per a Orient Mitjà.
El 2008 Gitte deixà el partit perquè creia que anava massa a la dreta i és nomenada cap de la secció danesa del Fons Mundial per la Natura; el diputat Malou Aamund es passa al Venstre i Jorgen Poulsen n'és expulsat; el gener de 2009 Naser Khader també deixà el partit.

## Líders del partit
El partit ha tingut els següents líders des de la seua fundació:
| Núm. | Líder                         | Inici del càrrec   | Fi del càrrec      | Durada            | Ref.  |
| ---- | ----------------------------- | ------------------ | ------------------ | ----------------- | ----- |
| 1    | Naser Khader(nascut 1963)     | 7 de maig de 2007  | 5 de gener de 2009 | 1 any, 243 dies   | [ 3 ] |
| 2    | Anders Samuelsen(nascut 1967) | 5 de gener de 2009 | 6 de juny de 2019  | 10 anys, 152 dies | [ 4 ] |
| 3    | Alex Vanopslagh(nascut 1991)  | 9 de juny de 2019  | Actual             | 3 anys, 226 dies  | [ 5 ] |

## Resultats electorals

### Parlament
| Any  | Líder            | Vots    | %         | Escons   | +/- | Govern                  |
| ---- | ---------------- | ------- | --------- | -------- | --- | ----------------------- |
| 2007 | Naser Khader     | 97,295  | 2.8 (#7)  | 5 / 179  | 5   | Oposició                |
| 2011 | Anders Samuelsen | 176,585 | 5.0 (#7)  | 9 / 179  | 4   | Oposició                |
| 2015 | Anders Samuelsen | 265,129 | 7.5 (#5)  | 13 / 179 | 4   | Suport extern (2015–16) |
| 2015 | Anders Samuelsen | 265,129 | 7.5 (#5)  | 13 / 179 | 4   | Coalició (2016–19)      |
| 2019 | Anders Samuelsen | 82,228  | 2.3 (#10) | 4 / 179  | 9   | Oposició                |
| 2022 | Alex Vanopslagh  | 278,656 | 7.9 (#6)  | 14 / 179 | 10  | Oposició                |

### Parlament Europeu
| Any  | Líder             | Vots    | %         | Escons | +/- | Grup |
| ---- | ----------------- | ------- | --------- | ------ | --- | ---- |
| 2009 | Benjamin Dickow   | 13,796  | 0.6 (#9)  | 0 / 13 | Nou |      |
| 2014 | Christina Egelund | 65,480  | 2.9 (#8)  | 0 / 13 | =   |      |
| 2019 | Mette Bock        | 60,693  | 2.2 (#10) | 0 / 14 | =   |      |
| 2024 | Henrik Dahl       | 170,199 | 6.95 (#8) | 1 / 15 | 1   | EPP  |